# Kanton Chimbo
Der Kanton Chimbo befindet sich in der Provinz Bolívar zentral in Ecuador. Er besitzt eine Fläche von 261 km². Im Jahr 2022 lag die Einwohnerzahl bei rund  15.500. Verwaltungssitz des Kantons ist die Kleinstadt San José de Chimbo mit 4402 Einwohnern (Stand 2010).

## Lage
Der Kanton Chimbo liegt westzentral in der Provinz Bolívar. Ein vorandiner Höhenrücken durchquert den Kanton in Nord-Süd-Richtung. Der  Río Chimbo entwässert den Ostteil des Kantons. Der Westteil des Kantons liegt im Einzugsgebiet des Río San Pablo. Der Kanton liegt in Höhen zwischen 200 m und 2400 m. Die E491 (Cumandá–Guaranda) führt am Hauptort vorbei.
Der Kanton Chimbo grenzt im Süden an den Kanton San Miguel de Bolívar, im Südwesten an den Kanton Babahoyo der Provinz Los Ríos, im Nordwesten an den Kanton Caluma sowie im Nordosten und im Osten an den Kanton Guaranda.

## Verwaltungsgliederung
Der Kanton Chimbo ist in die Parroquia urbana („städtisches Kirchspiel“)
- San José de Chimbo

und in die Parroquias rurales („ländliches Kirchspiel“)
- La Asunción
- La Magdalena
- San Sebastián
- Telimbela

gegliedert.

## Geschichte
Der Kanton Chimbo wurde am 3. März 1860 eingerichtet. Der Kanton geht auf das am 25. November 1535 von Sebastián de Belalcázar gegründete Corregiemento de Chimbo zurück.
Entwicklung der Einwohnerzahl im Kanton Chimbo bei landesweiten Volkszählungen zum jeweiligen Gebietsstand:
| Jahr                    | Einwohner | +/-    |
| ----------------------- | --------- | ------ |
| 1950                    | 22.601    | –      |
| 1962                    | 24.832    | 9,9 %  |
| 1974                    | 25.726    | 3,6 %  |
| 1982                    | 23.991    | −6,7 % |
| 1990                    | 15.602    | −35 %  |
| 2001                    | 15.005    | −3,8 % |
| 2010                    | 15.779    | 5,2 %  |
| 2022                    | 15.524    | −1,6 % |
| Datenherkunft: Wikidata |           |        |